# Acromyrmex versicolor
Acromyrmex versicolor é uma espécie de inseto do gênero Acromyrmex, pertencente à família Formicidae.